# Primeira Divisão 1995-96
La Primeira Divisão 1995/96 fue la 62.ª edición de la máxima categoría de fútbol en Portugal. Porto ganó su 15° título.

## Tabla de posiciones
| Pos | Club                 | Pts | PJ | PG | PE | PP | GF | GC |                   |
| 1   | Porto                | 84  | 34 | 26 | 6  | 2  | 84 | 20 | Liga de Campeones |
| 2   | Benfica              | 73  | 34 | 22 | 7  | 5  | 57 | 27 | Recopa de Europa  |
| 3   | Sporting de Portugal | 67  | 34 | 19 | 10 | 5  | 69 | 27 | Copa UEFA         |
| 4   | Boavista             | 65  | 34 | 19 | 8  | 7  | 59 | 28 | Copa UEFA         |
| 5   | Vitória Guimarães    | 62  | 34 | 19 | 5  | 10 | 55 | 39 | Copa UEFA         |
| 6   | Belenenses           | 51  | 34 | 14 | 9  | 11 | 53 | 33 |                   |
| 7   | Leiria               | 47  | 34 | 14 | 5  | 15 | 38 | 50 |                   |
| 8   | Braga                | 45  | 34 | 12 | 9  | 13 | 44 | 47 |                   |
| 9   | Marítimo             | 43  | 34 | 12 | 7  | 15 | 39 | 53 |                   |
| 10  | Salgueiros           | 36  | 34 | 7  | 15 | 12 | 39 | 49 |                   |
| 11  | Estrela da Amadora   | 35  | 34 | 7  | 14 | 13 | 35 | 50 |                   |
| 12  | Gil Vicente          | 36  | 34 | 9  | 9  | 16 | 31 | 49 |                   |
| 13  | Farense              | 36  | 34 | 10 | 6  | 18 | 36 | 45 |                   |
| 14  | Leça                 | 34  | 34 | 9  | 7  | 18 | 29 | 55 |                   |
| 15  | Chaves               | 34  | 34 | 9  | 7  | 18 | 38 | 56 |                   |
| 16  | Felgueiras           | 33  | 34 | 8  | 9  | 17 | 29 | 47 | Descenso          |
| 17  | Campomaiorense       | 33  | 34 | 10 | 3  | 21 | 32 | 69 | Descenso          |
| 18  | Tirsense             | 31  | 34 | 7  | 10 | 17 | 30 | 53 | Descenso          |

## Campeón
|                             |
| Campeón FC Porto 15° título |

## Goleador
| Jugador            | Equipo   | Goles |
| ------------------ | -------- | ----- |
| Domingos Paciência | FC Porto | 25    |